# Gandelain
Gandelain is een gemeente in het Franse departement Orne (regio Normandië) en telt 374 inwoners (1999). De plaats maakt deel uit van het arrondissement Alençon.

## Geografie
De oppervlakte van Gandelain bedraagt 15,0 km², de bevolkingsdichtheid is 24,9 inwoners per km².
De onderstaande kaart toont de ligging van Gandelain met de belangrijkste infrastructuur en aangrenzende gemeenten.

## Demografie
Onderstaande figuur toont het verloop van het inwonertal (bron: INSEE-tellingen).